# Wolfram Henn
Wolfram Henn (* 4. Juni 1961 in Saarbrücken) ist ein deutscher Humangenetiker und Medizinethiker. Er leitet die Genetische Beratungsstelle der Universität des Saarlandes. Er ist seit 2007 Mitglied der Zentralen Ethikkommission bei der Bundesärztekammer. Von 2016 bis 2024 war er Mitglied des Deutschen Ethikrates.

## Werdegang
Nach dem Abitur studierte Henn zunächst für ein paar Semester Jura und Anglistik, bevor er 1982 das Studium der Humanmedizin an der Universität des Saarlandes aufnahm, das er 1988 abschloss. Nach der Promotion war Henn von 1990 bis 1991 Ausbildungsstipendiat der Aktion Sorgenkind und 1992 Forschungsstipendiat der Hedwig-Stalter-Stiftung. Ab 1992 arbeitete Henn als Wissenschaftlicher Mitarbeiter am Institut für Humangenetik in Homburg. 1995 erhielt er die Anerkennung als Facharzt für Humangenetik. 1996 habilitierte er sich für Humangenetik, 2002 erhielt er die Venia legendi für Ethik in der Medizin. 2003 wurde Henn zum apl. Professor ernannt. Seit 2004 leitet Henn die Genetische Beratungsstelle der Universität des Saarlandes in Homburg/Saar. Ab 2005 ist er in  Teilzeit als Facharzt für Humangenetik kassenärztlich tätig am Institut für Immunologie und Genetik, Kaiserslautern.
Seine wissenschaftlichen Schwerpunkte sind: Ethische Aspekte der Humangenetik, informationelle Selbstbestimmung und Forschungsethik und Bewältigung genetisch bedingter Behinderung am Beispiel des Down-Syndroms.

## Mitgliedschaften
Von 2000 bis 2008 war Henn Koordinator der Arbeitsgruppe „Reproduktionsmedizin und Embryonenschutz“ in der Akademie für Ethik in der Medizin, von 2001 bis 2010 Mitglied des Kuratoriums der Evangelischen Akademie der Pfalz. Von 2005 bis 2009 war er Vorsitzender der Kommission für Grundpositionen und ethische Fragen der Deutschen Gesellschaft für Humangenetik. Von 2009 bis 2014 war er Mitglied der Schriftleitung der Zeitschrift Ethik in der Medizin. Henn ist Mitglied der wissenschaftlichen Beiräte der Deutschen Klinefelter-Syndrom-Vereinigung und des Deutschen Down-Syndrom-Infocenters.
Seit 2007 ist er Mitglied der Zentralen Ethikkommission bei der Bundesärztekammer, 2013-2023 als deren stellvertretender Vorsitzender. Seit 2016 ist Henn Mitglied der Ethik-Kommission bei der Ärztekammer des Saarlandes, ebenfalls 2016 wurde er bis 2020 in den Deutschen Ethikrat berufen, 2020 in eine zweite Amtsperiode, bis zum turnusgemäßen Ausscheiden nach den beiden gesetzlich möglichen Amtsperioden 2024.

### Ehrungen
- 1992 Hedwig-Stalter-Preis
- 1996 Calogero-Pagliarello-Forschungspreis
- 2007 Down-Syndrom-Preis „Moritz“
- 2011 Felix-Koßmann-Preis

## Positionen
2012 äußerte Henn die Befürchtung, der Test auf Trisomie 21 aus dem Blut von Schwangeren könnte zu einem Paradigmenwechsel in der Pränataldiagnostik führen.
Im Dezember 2020 forderte Henn: Wer sich nicht gegen SARS-CoV-2 impfen lassen wolle, solle ein Dokument erstellen und bei sich tragen, in dem er oder sie erklärt, im Krankheitsfall auf eine intensivmedizinische Behandlung verzichten zu wollen.
Diese Forderung wurde in der Öffentlichkeit breit diskutiert. Unterstützung erfuhr Henn u. a. durch Christian Drosten, Kritik äußerten dagegen u. a. Eugen Brysch, der Präsident der Deutschen Stiftung Patientenschutz, Uwe Janssens sowie Wolfgang Kubicki (FDP)
Henn fordert (vor dem Hintergrund steigender COVID-19-Zahlen durch die ansteckendere Delta-Variante) eine Impfpflicht für das Personal in Kitas und Schulen. Lehrkräfte, Erzieher und Erzieherinnen sollten vor allem Kinder unter zwölf Jahren schützen, die keine Impfung bekommen können (weil noch kein Impfstoff für sie zugelassen ist). Eine allgemeine Impfpflicht lehnt Henn ab.
Henn, ständiges Mitglied des Deutschen Ethikrats, forciert am 16. November 2021 die Diskussion um den Umgang mit sogenannten Ungeimpften noch einmal deutlich, indem er forderte, dass bei länderübergreifenden Reisen innerhalb der EU eine generelle Kontrolle nach den geltenden 2G-Regeln erfolgen solle.
Gleichfalls schlug Henn der Ministerpräsidentenkonferenz vor: „Acht Monate nach der Zweitimpfung sollte der Impfschutz rechtlich verfallen. Das wäre medizinisch begründet und ein großer Anreiz zur Drittimpfung.“

## Veröffentlichungen (Auswahl)

### Bücher
- Warum Frauen nicht schwach, Schwarze nicht dumm und Behinderte nicht arm dran sind. Herder, Freiburg 2004, ISBN 3-451-05479-5.
- mit Eckart Meese: Was stimmt? Humangenetik. Herder, Freiburg 2007, ISBN 978-3-451-05744-1.

### Buchkapitel
- Neurogenetik. In: F. Erbguth, R. J. Jox (Hrsg.): Angewandte Ethik in der Neuromedizin. Springer, Berlin 2017.
- Ethical, legal and psychosocial aspects of molecular genetic diagnosis. In: A. Keller, E. Meese: Nuclear acids as molecular diagnostics. Wiley-VCH, Weinheim 2015.
- Postnatale genetische Diagnostik. In: G. Marckmann (Hrsg.): Praxisbuch Ethik in der Medizin. Medizinisch-Wissenschaftliche Verlagsgesellschaft, Berlin 2015.
- Gewissenskonflikte von Ärzten in genetischer Beratung und Pränataldiagnostik. In: F. J. Bormann, V. Wetzstein (Hrsg.): Gewissen: Dimensionen eines Grundbegriffes medizinischer Ethik. De Gruyter, Berlin 2014.
- Ethnomédecine et justice dans l'ère post-génomique. In: G. Canselier, S. Desmoulins: Les catégories ethno-raciales à l'ère des biotechnologies. Société de législation comparée, Paris 2011.

### Zeitschriftenartikel
- mit D. Schmitz: The fetus in the age of the genome. In: Human Genetics. 2021, doi:10.1007/s00439-021-02348-2.
- Impfen in der Pandemie als moralische Duldungs- und Handlungspflicht. In: Zeitschrift für medizinische Ethik 2021, 67:189-201.
- Allocation criteria for an initial shortage of a future SARS-CoV-2 vaccine and necessary measures for global immunity In: Vaccine 2020, 38:5396-5397.
- mit L. Atzinger: A classification of the aims of vaccination and its relevance to transgenerational justice In: Journal of Global Health 2020, 10:010341.
- mit D. Coester-Waltjen: Operative Eingriffe an intergeschlechtlichen und transgeschlechtlichen Kindern. In: FamRZ 2020, 7: 481-488.
- Multiparameter-Genomanalyse und informationelle Selbstbestimmung. In: Med. Genetik. 2014, 26: 273–277.
- mit D. Schmitz und C. Netzer: An offer you can't refuse? Ethical implications of non-invasive prenatal diagnosis. In: Nature Rev. Genet. 2009, 10:515.
- Von der Eugenik zur Individualmedizin. In: Med. Genetik. 2008, 20:327–329.
- Consumerism in prenatal diagnosis: a challenge for ethical guidelines. In: J. Med. Ethics 2000, 26:444–446.